# Conferencia Europea de Administraciones de Correos y Telecomunicaciones

sello alemán.

La Conferencia Europea de Administraciones de Correos y Telecomunicaciones (CEPT, siglas de su nombre en francés Conférence européenne des administrations des postes et des télécommunications) es un organismo internacional que agrupa a las entidades responsables en la administración pública de cada país europeo de las políticas y la regulación de las comunicaciones, tanto postales como de telecomunicaciones. 
Fue fundada el 26 de junio de 1959. En aquella época las comunicaciones se prestaban en régimen de monopolio, casi siempre por una entidad pública que operaba tanto los servicios postales como los de telecomunicación. Eran las PTTs, Administraciones de Correos, Telégrafía y Telefonía (Poste, Télégraphe, Téléphone). La CEPT agrupaba a estas entidades, que a través de ella generaban las normas que estandarizaban los aspectos comerciales, operativos, regulatorios y técnicos de su actividad. Aspiraba a unificar la posición europea ante los organismos mundiales de referencia, la Unión Internacional de las Telecomunicaciones (UIT, ITU en inglés) y la Unión Postal Universal (UPU).
Con la liberalización de las telecomunicaciones, estas actividades de la CEPT perdieron en gran parte su sentido. La separación de correos y telecomunicaciones se lo quitó tanto a las siglas PTT como CEPT, y la privatización de los operadores y la apertura de los mercados a la libre competencia se lo quitaron a la cooperación en aspectos comerciales, operativos o incluso técnicos, pues los nuevos operadores empezaban a ser potenciales competidores en sus mercados.
En 1988, la CEPT transfirió a ETSI (European Telecommunications Standards Institute) todas las tareas de normalización. Dejaban de llevarse en un club de operadores estatales, y pasaban a un organismo de estandarización más similar al de otros sectores productivos. 
Y en 1992, los nuevos operadores de correos y de telecomunicaciones europeos, ya separada una cosa de la otra, privatizados muchos de los de telecomunicación, y abiertos los mercados a la concurrencia, crearon sus propios foros de armonización: Post Europe para el correo, y ETNO (European Public Telecommunications Network Operators' Association, Asociación Europea de Operadores de Redes Públicas de Telecomunicación) para las telecomunicaciones.
La CEPT cambió entonces radicalmente sus objetivos y su composición. Dejó de ser un club de operadores para convertirse en un foro de organismos de regulación y política de las telecomunicaciones. Actualmente reúne a los que en cada país fijan las normas legales, la regulación del mercado y las políticas en materia de comunicación. En septiembre de 1995, una reunión plenaria definió los nuevos objetivos, que apuntan a armonizar a escala europea las actividades de los que normalizan y regulan el mercado, igual que antes aspiraban a hacerlo con las de los que operaban las redes y servicios.
Actualmente la CEPT tiene 45 países miembros, tras incorporar hacia 1995 a los de la antigua órbita socialista.
- Datos: Q221779
- Multimedia: European Conference of Postal and Telecommunications Administrations / Q221779